# Shikha Sharma
 Shikha Sharma (* 19. November 1959 in Indien) ist eine indische Ökonomin und Bankerin. Sie war von 2009 bis 2018 Geschäftsführerin und CEO der Axis Bank, der drittgrößten Privatbank in Indien. Ihre Leistungen haben im Finanzsektor breite Anerkennung gefunden, was sich in ihrer Auszeichnung durch eine Vielzahl an Wirtschaftspreisen zeigt.

## Leben und Werk
Sharma wurde als Tochter eines Offiziers der indischen Armee geboren, weshalb sie durch den wechselnden Einsatz ihres Vaters sieben Schulen in sieben Städten besuchte, bevor sie ihre Ausbildung am Loreto-Kloster in Delhi abschloss.  Sie erhielt am Lady Shri Ram College for Women in Delhi einen Bachelor in Economics und am Indian Institute of Management Ahmedabad einen Master-Abschluss. Sie studierte auch Softwaretechnologie am Center for Development of Advanced Computing in Mumbai, wo sie mit einem Bachelor abschloss. 1980 begann sie ihre Karriere bei der ICICI Bank. Sie war maßgeblich an der Gründung von ICICI Securities beteiligt – einem Joint Venture zwischen ICICI und JP Morgan und gründete außerdem verschiedene Gruppengeschäfte für ICICI, darunter Investment Banking und Retail Finance. Bei ihrer letzten Tätigkeit bei ICICI als Managing Director und CEO der ICICI Prudential Life Insurance Company hat sie in bemerkenswerter Weise dazu beigetragen, die Nummer 1 der privaten Lebensversicherungsunternehmen in Indien zu werden. 2009 kam sie zu der zur Axis Bank und konzentrierte sich als Führungskraft im Bereich Change-Management darauf, die Axis Bank in eine Bank mit Stärken für eine breite Palette von Unternehmens- und Privatkundenprodukten zu verwandeln und ein umfassendes Produktportfolio zu erstellen. Am Ende ihrer Amtszeit 2018 verzeichnete die Bank im Vergleich zu anderen Banken einen enormen Anstieg bei der Wertentwicklung. Ab 2019 wurde sie Beraterin für das alternative Kreditgeschäft bei Kohlberg Kravis Roberts & Co. Von 2013 bis 2015 war sie Mitvorsitzende des Ausschusses der indischen Industrie- und Handelskammern (FICCI) für Bank- und Finanzinstitute und Mitglied des Senior Client Council von Visa, APCEMEA (Asien-Pazifik, Mitteleuropa, Naher Osten & Afrika). Sie ist seit 2015 Vorsitzende des Nationalen Bankenausschusses der indischen Industrie (CII) und war Mitglied des Technical Advisory Committee der Reserve Bank of India (RBI). Ebenfalls war sie auch Mitglied des RBI-Gremiums für finanzielle Eingliederung, dem Ausschuss für umfassende Finanzdienstleistungen für kleine Unternehmen und Haushalte mit niedrigem Einkommen.
Sie ist mit dem ehemaligen CEO von Tata Interactive Systems Sanjaya Sharma verheiratet, mit dem sie zwei Kinder hat.

## Auszeichnungen (Auswahl)
- 2007: Entrepreneur of the Year – Manager at the E&Y Entrepreneur Awards
- 2008: Businesswoman of the Year, Economic Times Awards
- 2011: Fortune Global and India list of 50 Most Powerful Women in Business
- 2011: Business Today ‘Hall of Fame'
- 2011: Finance Asia's Top 20 Women in Finance
- 2012: India Today Power List of 25 Most Influential Women
- 2012: Indian Express Most Powerful Indians
- 2012: Forbes List of Asia's 50 Power Business Women
- 2012: Businessworld's Banker of the Year Award
- 2012: Woman Leader of the year, Bloomberg – UTV Financial Leadership Awards
- 2012: Transformational Business Leader of the Year, AIMA's Managing India Awards
- 2013: India's Best Woman CEO, Business Today
- 2014: AIMA – JRD Tata Corporate Leadership Award
- 2014–2015: Banker of the Year, Business Standard
- Outstanding Businesswoman of the Year, CNBC TV 18's Business Leader Awards